# Aknīste
Aknīste (deutsch Oknist, litauisch Aknysta) ist eine Kleinstadt im Südosten Lettlands an der Grenze zu Litauen.

## Geschichte
Der Ort wurde erstmals 1298 schriftlich erwähnt. Im 17. Jahrhundert fiel das Gebiet an Polen-Litauen. Um 1660 begann Jakob Kettler ein Kanalprojekt, das die Düna über die Suseja mit der Kurländischen Aa (lett.: Lielupe) verbinden sollte und für Aknīste wirtschaftlichen Aufschwung brachte. Das Projekt wurde niemals fertiggestellt und die Stadt kam 1795 nach der dritten Teilung Polens zum Gouvernement Kowno im Russischen Reich. 1920 erhielt Lettland die Stadt im Austausch gegen Palanga, das zu Litauen kam.
Aknīste hat 967 Einwohner (1. Januar 2022).
2009 vereinte sich Aknĩste mit drei umliegenden Gemeinden zum Bezirk Aknīste (Aknīstes novads), der 2021 im neuen Bezirk Jēkabpils aufging.